# Meromyza maculata
Meromyza maculata är en tvåvingeart som beskrevs av Lidia Ivanovna Fedoseeva 1964. Meromyza maculata ingår i släktet Meromyza och familjen fritflugor. Inga underarter finns listade i Catalogue of Life.